# ریال قطر
ریال قطر (به انگلیسی: Qatari riyal) (به عربی: ریال قطری) با کد ایزوی QAR، یکای پول رایج در کشور قطر است. مسئولیت کنترل این یکای پول بر عهدهٔ بانک مرکزی قطر قرار دارد. هر ریال به صد درهم بخش می‌شود.

## تاریخچه
تا پیش از سال ۱۹۶۶ قطر از روپیه خلیج فارس بهره می‌برد که با روپیه هند تثبیت می‌شد. در تاریخ ۶ ژوئن ۱۹۶۶ هند بر آن شد تا ارزش روپیه خلیج فارس را نسبت به روپیه هند کاهش دهد. قطر این کاهش ارزش را نپذیرفته بر آن شد تا از یکای پول خود رونمایی کند. تا آن موقع ریال سعودی به عنوان یکای پول به کار رفت. سرانجام در تاریخ ۲۱ مارس ۱۹۶۶ قطر با دبی پیمان‌نامه‌ای امضا کرد که به یکای پول مشترک خود با دبی انجامید. با پیوستن دبی به امارات متحده عربی، قطر در تاریخ ۱۹ مه ۱۹۷۳ یکای پول ملی خود را معرفی کرد. اسکناس‌های مشترک با دبی، تا نود روز به صورت معلق در بازار گردش داشت تا اینکه اعتبار خود را از دست داد و ریال قطر به تنها یکای پول رایج در کشور تبدیل شد.